# المرأة التاهيتية على شاطئ البحر
المرأة التاهيتية على شاطئ البحر (بالفرنسية:  Femmes de Tahiti)‏،هي لوحة زيتية رسمها الفنان بول غوغان عام 1891. اللوحة تصف امرأتان من تاهيتي الواقعة في المحيط الهادي.
اللوحة حالياً تُعرض في متحف أورسيه،باريس،فرنسا.